# Kontrec
Kontrec je priimek v Sloveniji, ki ga je po podatkih Statističnega urada Republike Slovenije na dan 1. januarja 2010 uporabljalo 92 oseb.

## Znani nosilci priimka
- Dejan Kontrec (*1970), hokejist